# Frederick Robert Cromwell
Pour l’article homonyme, voir Cromwell.
Frederick Robert Cromwell (13 mai 1872-16 octobre 1950) est un agriculteur et homme politique fédéral et municipal du Québec.

## Biographie
Né à Leeds (plus tard Kinnear's Mills) dans le comté de Mégantic, il étudie à l'école publique. Il entame sa carrière politique en devenant conseiller municipal dans les conseils de ville de Eaton et de Cooksville respectivement en 1907 et de 1909 à 1912. En 1902, il est maire de la localité de Clinton au Québec.
Élu député du Parti conservateur dans la circonscription fédérale de Compton en 1911, il ne se représenta pas en 1917. Tentant un retour en 1921, il est défait par le libéral Aylmer Byron Hunt.